# Aleksander Ładoś
Aleksander Wacław Ładoś (Lwów, 27 dicembre 1891 – Varsavia, 29 dicembre 1963) è stato un diplomatico e politico polacco, negli anni 1940-45 fu a capo della Legazione di Polonia in Svizzera.

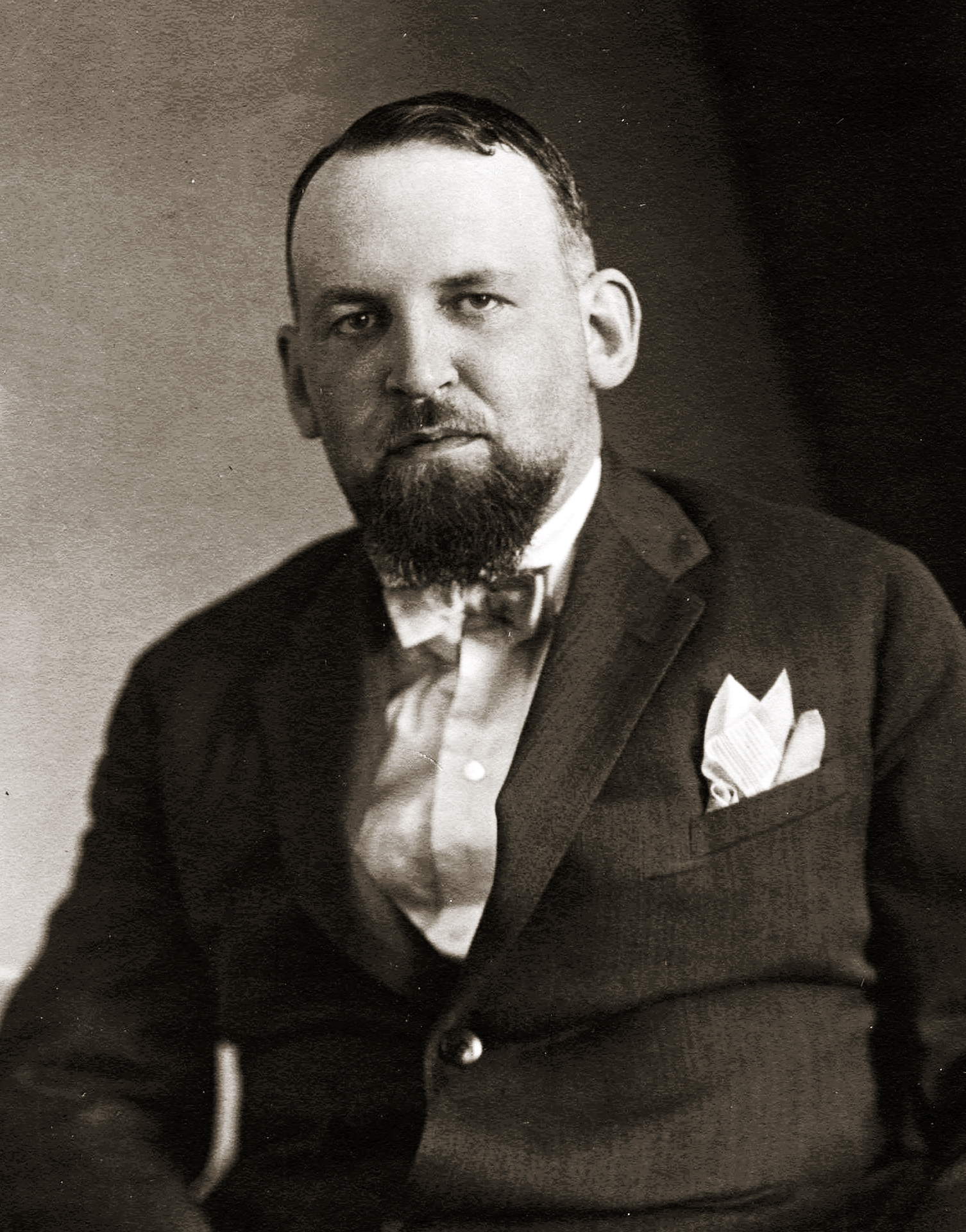
Aleksander Ładoś

Fu uno dei leader del Gruppo Ładoś, noto anche come Gruppo Bernese, un'organizzazione segreta composta da diplomatici polacchi e organizzazioni ebraiche che contribuì a salvare diverse centinaia di ebrei dall'Olocausto fornendo loro dei passaporti latinoamericani falsi, per lo più paraguaiani.

## Biografia
Nacque a Lwów (all'epoca nell'Impero austro-ungarico, oggi Leopoli, in Ucraina), figlio minore di Jan Ładoś, impiegato postale, e di Albina Kalous. Si diplomò al IV ginnasio classico di Lwów.
Nel 1913 si iscrisse al Partito Popolare Polacco "Piast", dove conobbe Wincenty Witos e Jan Dąbski. Dopo lo scoppio della prima guerra mondiale si unì alla Legione polacca. Esiliato dalle autorità austro-ungariche, fuggì a Losanna, in Svizzera, dove continuò i suoi studi precedentemente interrotti e allo stesso tempo continuò la sua attività politica dopo la diaspora polacca.
Tornò in Polonia, appena tornata indipendente, nella primavera del 1919 per unirsi al servizio diplomatico polacco. Fino alla primavera del 1920 fu delegato al plebiscito per la Slesia di Cieszyn, Spiš e Orava. La votazione per regolare il confine tra Polonia e Cecoslovacchia non si tenne e la linea definitiva fu stabilita alla Conferenza di Spa in Belgio. Dall'aprile 1920, lavorò presso la sede del Ministero degli Affari Esteri polacco a Varsavia e in breve tempo divenne capo del Dipartimento Stampa.
Nel 1920-1921, fu segretario della delegazione polacca ai colloqui di pace con la Russia sovietica a Minsk e Riga, che decisero i futuri confini della Seconda Repubblica Polacca. Dopo la guerra, divenne capo del Dipartimento dell'Europa Centrale presso il Ministero degli Esteri e il 9 ottobre 1923 fu nominato ministro plenipotenziario in Lettonia. Nemico politico di Józef Piłsudski, Ładoś perse il suo incarico dopo il colpo di Stato del maggio 1926, ma fu subito nominato Console generale di Polonia a Monaco di Baviera. Poco dopo la nomina di Józef Beck a viceministro degli Affari esteri Ładoś fu congedato dal servizio.
Tra il 1931 e il 1939 lavorò come redattore ed editorialista, scrivendo per diversi giornali di opposizione. Divenne un critico accanito di Józef Beck, che nel frattempo aveva sostituito August Zaleski come Ministro degli Esteri. Ładoś riteneva che la Polonia dovesse cercare un avvicinamento all'Unione Sovietica come possibile alleato contro la Germania nazista e sosteneva una più stretta collaborazione con la Cecoslovacchia. Politicamente vicino al Fronte Morges, filodemocratico e filofrancese, strinse amicizia con il generale Władysław Sikorski, che in seguito sarebbe diventato Primo Ministro del Governo polacco in esilio e comandante in capo delle forze armate polacche.
Dopo l'invasione tedesca della Polonia, si recò in Romania per unirsi al governo polacco in esilio come ministro senza portafoglio tra il 3 ottobre e il 7 dicembre 1939. Tra il 24 maggio 1940 e il luglio 1945 fu inviato straordinario e ministro plenipotenziario della Polonia in Svizzera. Poco dopo la sua nomina, la Svizzera fu completamente accerchiata dalle potenze dell'Asse e dalla Francia di Vichy. A causa delle pressioni tedesche, Ładoś non consegnò le lettere con le sue credenziali e godette di uno status minore di incaricato d'affari.

### Gruppo Ładoś
Durante il suo incarico di ambasciatore de facto a Berna, diresse l'operazione segreta volta a fornire agli ebrei della Polonia occupata dai tedeschi i passaporti latinoamericani (in inglese: Passport Issues), in stretta collaborazione con i rappresentanti delle organizzazioni ebraiche in Svizzera. I passaporti in bianco furono acquistati tra il maggio 1940 e l'autunno 1943 dal console onorario del Paraguay Rudolf Hüggli e compilati dai subalterni di Ładoś, il console Konstanty Rokicki e talvolta anche dal diplomatico polacco-ebraico Juliusz Kühl.
Lo stesso Ładoś intervenne direttamente presso il consigliere federale svizzero Marcel Pilet-Golaz affinché chiudesse un occhio sulla procedura illegale. Tra le altre persone incluse nel gruppo clandestino Ładoś vi erano il vice consigliere Stefan J. Ryniewicz e gli ebrei Chaim Eiss e Abraham Silberschein, membri delle organizzazioni ebraiche il cui compito principale era quello di contrabbandare le liste dei beneficiari e le copie dei passaporti ottenuti illegalmente tra Berna e la Polonia occupata. I titolari di tali passaporti non venivano inviati ai campi di sterminio nazisti, ma internati nei campi di detenzione di Vittel, in Francia, o di Bergen-Belsen, in Germania. Secondo Zbigniew Parafianowicz e Michał Potocki, almeno in 400 di loro sopravvissero alla guerra.
Nel gennaio 1944 Ładoś sollecitò con successo il governo polacco in esilio affinché contribuisse a ottenere il riconoscimento ufficiale dei passaporti da parte del Paraguay, cosa che avvenne finalmente nel febbraio 1944. La legazione polacca sotto la guida di Ładoś permise inoltre alla famiglia ebrea Sternbuchs, con sede a Montreux, di utilizzare i collegamenti polacchi e di inviare delle note ai membri della diaspora ebraica di New York per informarli dell'Olocausto in corso.

## Nel dopoguerra

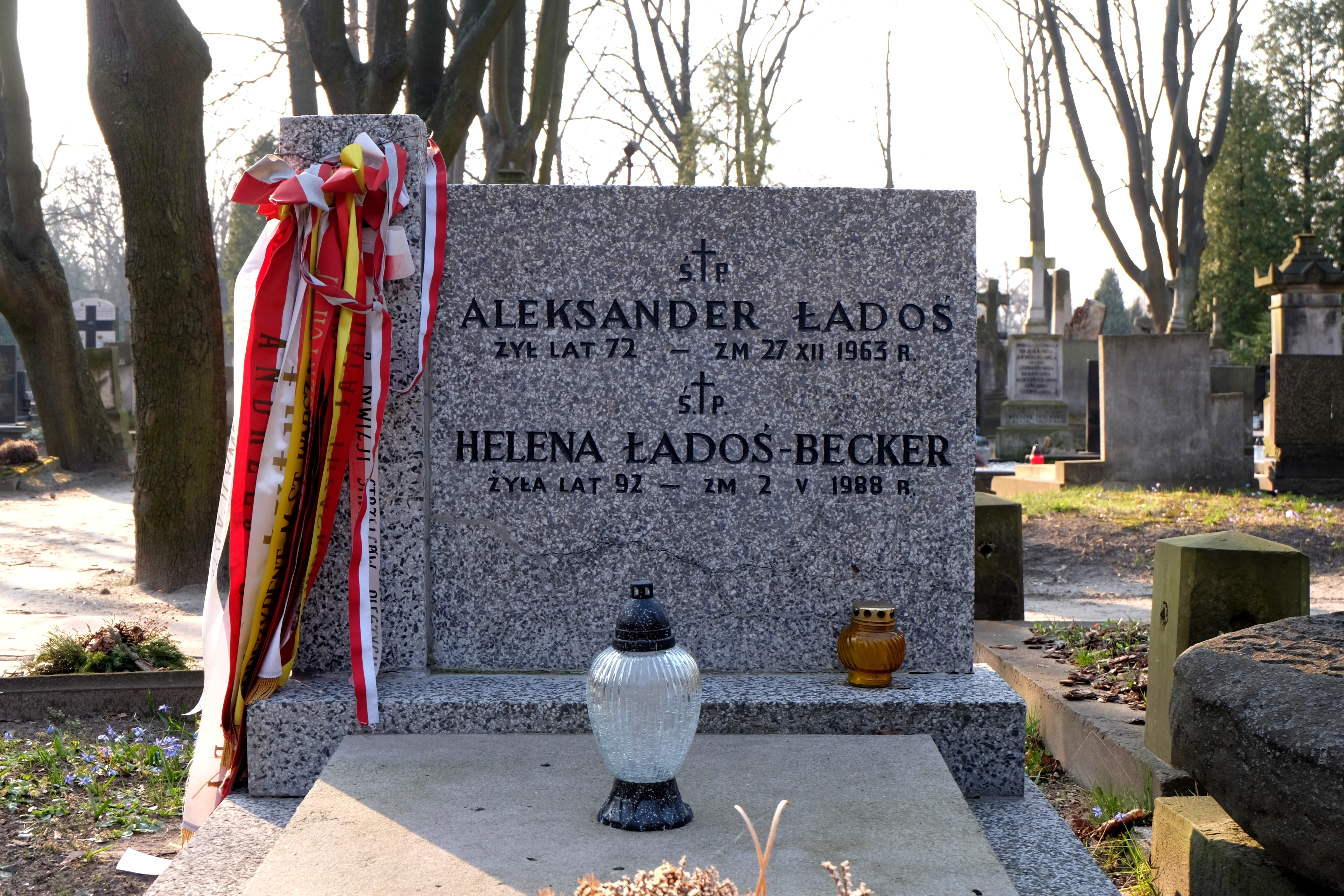
Tomba di Ładoś nel cimitero Powązki.

Nel luglio 1945 Ładoś sostenne ufficialmente il governo di coalizione in Polonia e si dimise dal suo incarico. Invece di tornare in Polonia, decise di rimanere in Svizzera, dove agì come inviato del partito di opposizione legale PSL e del suo leader Stanisław Mikołajczyk.
Nell'autunno del 1946 si trasferì a Clamart, vicino a Parigi. Tornò in Polonia nel luglio 1960, già gravemente malato. Morì a Varsavia il 29 dicembre 1963 e fu sepolto nel cimitero Powązki.
Ha lasciato tre tomi di memorie inedite e incompiute.

## Polemica sullo Yad Vashem
Nell'aprile 2019 lo Yad Vashem concesse il titolo di Giusto tra le Nazioni a Konstanty Rokicki oltre a ribadire gli "apprezzamenti" per il lavoro di Aleksander Ładoś e Stefan Ryniewicz sostenendo che Rokicki era a capo del Gruppo Ładoś. Il documento definiva erroneamente Ładoś e Ryniewicz come "consoli". La decisione suscitò l'indignazione e la frustrazione tra i familiari degli altri due diplomatici polacchi scomparsi e tra i sopravvissuti. In trentuno firmarono una lettera aperta allo Yad Vashem. Il cugino di Rokicki si è rifiutato di accettare la medaglia fino a quando anche gli altri due diplomatici polacchi, superiori di Rokicki, non saranno stati riconosciuti come Giusti tra le Nazioni.
Anche l'ambasciatore polacco in Svizzera Jakub Kumoch, che contribuì alla scoperta dell'opera di Rokicki, smentì l'interpretazione ufficiale dello Yad Vashem, affermando che Rokicki lavorò sotto Ładoś e Ryniewicz. Eldad Beck del quotidiano Israel Hayom suggerì che questa decisione è stata ispirata politicamente e legata al peggioramento delle relazioni israelo-polacche a causa della controversia sull'emendamento alla legge sull'Istituto per la Memoria Nazionale.